# Minamoto no Yoriyoshi
En aquest nom japonès, el cognom és Minamoto.
Minamoto no Yoriyoshi (源頼义, Minamoto no Yoriyoshi) (998-1082) va ser un líder del clan Minamoto durant el període Heian (segle xi) japonès. Yoriyoshi tenia un gran poder de comandament, el qual es va destacar en la campanya que va dirigir, amb el seu fill Minamoto no Yoshii, contra les revoltes del nord del Japó. Aquesta campanya va ser anomenada la guerra Zenkunen i anys més tard va continuar com la guerra Gosannen.
Yoriyoshi va acompanyar al seu pare Minamoto no Yorinobu en les seves missions per defensar l'imperi i suprimir revoltes i disturbis. Així va ser com va guanyar un gran coneixement sobre tàctiques i estratègia militar. Va lluitar a la guerra Zenkunen des de 1051 fins a, amb alguns intervals, 1073. Yoriyoshi va fundar el Tsurugaoka Hachiman a Kamakura que es va convertir, aproximadament un segle després, en el principal santuari del clan Minamoto quan van començar el shogunat Kamakura.